# Heterixalus rutenbergi
Heterixalus rutenbergi ist eine endemisch auf Madagaskar vorkommende Froschlurchart (Anura) aus der Familie der Riedfrösche (Hyperoliidae). Der Artname ehrt den deutschen Naturforscher Christian Rutenberg, der auf Madagaskar ermordet wurde.

## Merkmale
Die Kopf-Rumpf-Länge von Heterixalus rutenbergi variiert von 25 bis zu 27 Millimetern. Kopf, Rücken und Beine sind hellgrün gefärbt. Auf der Körperoberseite verlaufen fünf weiße Längsstreifen, die schwarzbraun eingefasst sind. Ähnliche Streifen verlaufen auch auf den Unterarmen sowie den Ober- und Unterschenkeln. Die Bauchseite ist cremefarben. Hände und Füße sind orangefarben. An den Finger- und Zehenspitzen befinden sich große rundliche Haftballen.

## Ähnliche Arten
Heterixalus rutenbergi ist unverwechselbar, da keine andere Froschlurchart eine ähnlich charakteristische Zeichnung aufweist.

## Verbreitung und Lebensraum
Heterixalus rutenbergi ist auf Madagaskar endemisch. Die Art besiedelt das zentrale Hochland der Insel, bevorzugt Höhenlagen von 1200 bis 1500 Metern und lebt in Busch- und Graslandschaften sowie in Feuchtgebieten, nicht jedoch in Reisfeldern.

## Lebensweise
Über die Lebensweise von Heterixalus rutenbergi ist wenig bekannt. Rufende Männchen wurden nachts im Januar gefunden. Die Entwicklung erfolgt vorzugsweise in sauren, trüben, permanenten oder temporären Gewässern. Details zur Entwicklung und zu den Kaulquappen müssen noch erforscht werden.

## Gefährdung
Heterixalus rutenbergi ist in ihren Verbreitungsgebieten nicht selten und wird von der Weltnaturschutzorganisation IUCN als „least concern = nicht gefährdet“ geführt.